# Gephyromantis rivicola
Gephyromantis rivicola is een kikker uit de familie gouden kikkers (Mantellidae). De soort werd voor het eerst wetenschappelijk beschreven door Miguel Vences, Frank Glaw en Franco Andreone in 1997. De soort behoort tot het geslacht Gephyromantis.

## Leefgebied
De kikker is endemisch in Madagaskar. De soort komt voor in het noordoosten van het eiland en leeft op een hoogte van tot de 700 meter boven zeeniveau. De soort komt ook voor in nationaal park Masoala.

## Beschrijving
De soort is beschreven op basis van twee mannelijke exemplaren die een lengte hadden van 22,5 tot 24,3 millimeter en 3 vrouwelijke exemplaren die een lengte hadden van 23,8 tot 24,3 millimeter.

## Synoniemen
- Mantidactylus rivicola Vences, Glaw & Andreone, 1997